# Cernat
Cernat é uma comuna romena localizada no distrito de Covasna, na região histórica da Transilvânia. A comuna possui uma área de 129.00 km² e sua população era de 4000 habitantes segundo o censo de 2007.